# Goodlettsville
Goodlettsville – miasto w Stanach Zjednoczonych, w stanie Tennessee, w hrabstwie Sumner.